# Castillo del Ampurdán
El Castillo del Ampurdán, antes conocido como Castillo de Llaneras, es un monumento histórico del municipio de La Bisbal del Ampurdán, perteneciente a comarca catalana del Bajo Ampurdán en la provincia de Gerona declarado Bien cultural de interés nacional.

## Historia
La fortaleza fue erigida a finales del siglo XIII. El núcleo del Castillo del Ampurdán, antiguamente denominado Llaneres, era puesto fronterizo del condado de Ampurias frente al condado de Gerona, de dominio real, y de La Bisbal, de dominio episcopal. El castillo fue construido como lugar de defensa del sector meridional del condado a finales del XIII por el conde Ponce V de Ampurias y dado en feudo a Guillem de Vilagut en el año 1301. Desde los primeros años del siglo XV hasta finales del siglo XVIII los señores del castillo fueron los Margarit.

## Descripción
Es una gran casa con antigua torre maestra cuadrada y el resto hecha los siglos XVII y XVIII. Tiene sin embargo, elementos góticos aprovechados. Es un edificio de grandes dimensiones, que consta de dos cuerpos en ángulo recto, y conserva pocos elementos de la obra original, ya que en la actualidad ofrece en conjunto el aspecto de una construcción de los siglos XVII-XVIII. Los vestigios más antiguos se pueden localizar en la fachada norte, en la base de la torre maestra, cuadrangular, donde todavía es visible el portal realizado con dovelas, de arco de medio punto. Son también destacables las ventanas gótico tardías, que corresponden a la restauración efectuada durante el siglo XVI.